# Mouriri obtusiloba
Mouriri obtusiloba är en tvåhjärtbladig växtart som beskrevs av Thomas Morley. Mouriri obtusiloba ingår i släktet Mouriri och familjen Melastomataceae. Inga underarter finns listade i Catalogue of Life.